# Церковь Троицы Живоначальной (Каменск-Шахтинский)
Церковь Троицы Живоначальной (Свято-Троицкая церковь) —  православный храм в городе Каменск-Шахтинский Ростовской области. Относится к Каменск-Шахтинскому благочинию Шахтинской епархии. Двусветный пятиглавый четверик с декором в духе зодчества конца XIX века, с трапезной и невысокой колокольней.

## История
Свято-Троицкий приход создан в городе апреле 1997 года. В 1998 году приходу выделили здание, в котором был обустроен молитвенный дом. Открытие храма состоялось 9 июля 1998 года. Впоследствии был сооружён купол, а в 2003 году на звонницу Свято-Троицкого храма установили колокола. В церкви находятся частица святых мощей Св. Тихона Задонского.
В храме работает благотворительная столовая, создан хор, работает воскресная школа. Настоятель — иерей Александр (Теличкин Александр), священник — иеромонах Серафим (Сенченко Сергей Владимирович).
- Внутреннее убранство